# Cirsium excelsius
Cirsium excelsius là một loài thực vật có hoa trong họ Cúc. Loài này được (B.L.Rob.) Petr. mô tả khoa học đầu tiên năm 1910.